# Вівсяники (Голованівський район)
Вівся́ники — село в Україні, у Вільшанській селищній громаді Голованівського району Кіровоградської області. Населення становить 582 осіб. Колишній орган місцевого самоврядування — Вівсяниківська сільська рада.

## Населення
Згідно з переписом УРСР 1989 року чисельність наявного населення села становила 721 особа, з яких 303 чоловіки та 418 жінок.
За переписом населення України 2001 року в селі мешкали 582 особи.

### Мова
Розподіл населення за рідною мовою за даними перепису 2001 року:
| Мова       | Відсоток |
| ---------- | -------- |
| українська | 95,70 %  |
| російська  | 2,75 %   |
| молдовська | 1,03 %   |
| болгарська | 0,17 %   |
| інші       | 0,35 %   |